# شفيوت (غنم)

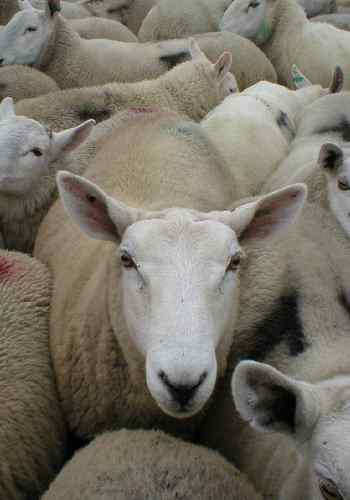
شيفيوت في اسكتلندا

الشَّفْيُوت (بالإنجليزية: Cheviot) هي سلالة أغنام اسكتلندية توجد أيضا في ويلز و جنوب غرب إنجلترا (خاصة دارتمور واكسمور) ذات رأس أبيض، متوسطة الحجم تزن الكباش نحو 80 كغ (180 رطل) والنعاج وزنها نحو 40 كيلوغراما (88 رطلا).
توجد هذه السلالة بصفة أقل في كل من أستراليا، نيوزيلندا والولايات المتحدة.